# Гаскойн-Сесил, Роберт, 6-й маркиз Солсбери
Роберт Эдвард Питер Гаскойн-Сесил, 6-й маркиз Солсбери (англ. Robert Edward Peter Gascoyne-Cecil, 6th Marquess of Salisbury; 24 октября 1916 — 11 июля 2003) — британский аристократ, землевладелец и консервативный политик. С 1947 по 1972 год он носил титул учтивости — виконт Крэнборн.

## Ранняя жизнь
Родился 24 октября 1916 года в Хэтфилд-хаусе, графство Хартфордшир. Старший сын Роберта Гаскойна-Сесила, 5-го маркиза Солсбери (1893—1972), от Элизабет Вир Кавендиш (1897—1982), дочери лорда Ричарда Кавендиша. Учился в Итонском колледже. Во время Второй мировой войны он служил в гренадерской гвардии. Он участвовал во вторжении в Нормандию в 1944 году со 2-м батальоном и был членом первого британского подразделения, вошедшего в Брюссель. Позже он был назначен военным помощником Гарольда Макмиллана, в то время министра-резидента в Северной Африке.
Позже Роберт Гаскойн-Сесил был членом Палаты общин от консервативной партии от Западного Борнмута с 1950 по 1954 год. В 1972 году он сменил своего отца на посту маркизата и вошёл в Палату лордов. Он также сменил своего отца на посту президента Консервативного клуба понедельника. Он поддерживал «The Salisbury Review», а также был президентом англо-родезийского общества и друзьями Союза.

## Собственность
Лорд Солсбери владел землями площадью 8500 акров вокруг Хэтфилд-хауса и 1300 акров в Крэнборн-мэноре, графство Дорсет. На момент написания некролога он владел недвижимостью в окрестностях Лестера и Лестер-сквер в Лондоне, принадлежащей «Гаскойн Холдингс».

## Брак и дети
18 декабря 1945 года лорд Солсбери женился на Марджори «Молли» Олейн Уиндем-Куин (15 июля 1922 — 12 декабря 2016), дочери капитана достопочтенного Валентина Мориса Виндхэма-Куина (1890—1983), и Марджори Элизабет Претиман (1897—1969), внучке полковника Виндхэма Уиндема-Куина, 5-го графа Данрейвена и Маунт-Эрла. Леди Солсбери была известным садовником.
У них было семеро детей:
- Роберт Майкл Джеймс Гаскойн-Сесил, 7-й маркиз Солсбери (род. 30 сентября 1946), старший сын и преемник отца
- Лорд Ричард Валентайн Гаскойн-Сесил (26 января 1948 — 20 апреля 1978)
- Лорд Чарльз Эдвард Вир Гаскойн-Сесил (род. 13 июля 1949), муж с 1993 года Вирджиния Эдит Зервудачи
- Лорд Валентайн Уильям Гаскойн-Сесил (род. 13 мая 1952)
- Достопочтенный Генри Гаскойн-Сесил (3 мая 1955 — 6 мая 1955)
- Леди Роуз Элис Элизабет Сесил (род. 11 сентября 1956), 1-й муж с 1985 года (развод в 1992) Марк Флаун-Томас, 2-й муж с 1996 года Малахия Данн
- Лорд Майкл Хью Сесил (род. 23 марта 1960), в 1986 году женился на Камилле Джулии Скотт, от брака с которой у него трое детей.